# Vini Fantini Nippo/Saison 2014
Dieser Artikel listet Erfolge und Fahrer des Radsportteams Vini Fantini Nippo in der Saison 2014 auf.

## Erfolge in der UCI Asia Tour
| Datum         | Rennen                                            | Kat. | Sieger               |
| ------------- | ------------------------------------------------- | ---- | -------------------- |
| 21. Mai       | 3. Etappe Tour of Japan                           | 2.1  | Pierpaolo De Negri   |
| 8. Juni       | 1. Etappe Tour de Korea                           | 2.1  | Grega Bole           |
| 27. Juni      | Japanische Meisterschaft – Einzelzeitfahren (U23) | CN   | Manabu Ishibashi     |
| 11. Juli      | 6. Etappe Tour of Qinghai Lake                    | 2.HC | Grega Bole           |
| 18. Juli      | 12. Etappe Tour of Qinghai Lake                   | 2.HC | Eduard Michael Grosu |
| 13. September | 1. Etappe Tour de Hokkaidō                        | 2.2  | Alessandro Malaguti  |

## Erfolge in der UCI Europe Tour
| Datum       | Rennen                                 | Kat. | Sieger               |
| ----------- | -------------------------------------- | ---- | -------------------- |
| 11. April   | 1. Etappe Circuit des Ardennes         | 2.2  | Pierpaolo De Negri   |
| 13. April   | 3. Etappe Circuit des Ardennes         | 2.2  | Grega Bole           |
| 3. Mai      | 5. Etappe Carpathian Couriers Race     | 2.2U | Eduard Michael Grosu |
| 4. Mai      | 6. Etappe Carpathian Couriers Race     | 2.2U | Eduard Michael Grosu |
| 9. Mai      | 1. Etappe Szlakiem Grodów Piastowskich | 2.1  | Grega Bole           |
| 30. Mai     | 1. Etappe Estland-Rundfahrt            | 2.1  | Eduard Michael Grosu |
| 30.–31. Mai | Gesamtwertung Estland-Rundfahrt        | 2.1  | Eduard Michael Grosu |

## Zugänge – Abgänge
| Zugänge              | Team 2013                    | Abgänge                      | Team 2014                       |
| -------------------- | ---------------------------- | ---------------------------- | ------------------------------- |
| Takashi Miyazawa     | Team Saxo-Tinkoff            | Mauro Richeze                | Lampre-Merida                   |
| Alessandro Malaguti  | Androni Giocattoli-Venezuela | Julián Arredondo             | Trek Factory Racing             |
| Pierpaolo De Negri   | Vini Fantini-Selle Italia    | Tomohiro Hayakawa            | Aisan Racing Team               |
| Daniel Paulus        | Gourmetfein Simplon          | Hideto Nakane                | Aisan Racing Team               |
| Alessandro Bisolti   | Team Idea (2012)             | Leonardo Pinizzotto          | Amore & Vita-Selle SMP          |
| Yuya Akimaru         | Neoprofi                     | Kōhei Uchima                 | Bridgestone Anchor Cycling Team |
| Giuseppe Fonzi       | Neoprofi                     | Fortunato Baliani            | Christina Watches-Kuma          |
| Eduard Michael Grosu | Neoprofi                     | Alberto Cecchin              | Marchiol Emisfero               |
| Yuma Koishi          | Neoprofi                     | Simone Campagnaro            | Sicot-Hemus 1896                |
| Shiki Kuroeda        | Neoprofi                     | Alessio Camilli              | Vega-Hotsand                    |
| Kim Magnusson        | Neoprofi                     | Tanzou Tokuda                | EQA U23                         |
| Fernando Sabat       | Neoprofi                     | Adrián Richeze               | Sprint Haupt                    |
| Willie Smit          | Neoprofi                     | Shin’ichi Fukushima          | Karriereende                    |
| Riccardo Stacchiotti | Neoprofi                     | Kenichi Sakakibara           | Unbekannt                       |
| Antonio Viola        | Neoprofi                     | Giuseppe Fonzi (bis 15. Mai) | Neri Sottoli                    |
| Genki Yamamoto       | Neoprofi                     |                              |                                 |
| Grega Bole           | Adria Mobil (ab 28.02)       |                              |                                 |

## Mannschaft
| Name                 | Geburtstag         | Nationalität |              |
| -------------------- | ------------------ | ------------ | ------------ |
| Yuya Akimaru         | 1. Juni 1991       | Japan        |              |
| Alessandro Bisolti   | 7. März 1985       | Italien      |              |
| Grega Bole           | 13. August 1985    | Slowenien    |              |
| Pierpaolo De Negri   | 5. Juni 1986       | Italien      |              |
| Eduard Michael Grosu | 4. September 1992  | Rumänien     |              |
| Manabu Ishibashi     | 30. November 1992  | Japan        |              |
| Yuma Koishi          | 15. September 1993 | Japan        |              |
| Shiki Kuroeda        | 8. Januar 1992     | Japan        |              |
| Kim Magnusson        | 31. August 1992    | Schweden     |              |
| Alessandro Malaguti  | 22. September 1987 | Italien      |              |
| Takashi Miyazawa     | 27. Februar 1978   | Japan        |              |
| Daniel Paulus        | 10. März 1993      | Österreich   |              |
| Fernando Sabat       | 30. Juni 1982      | Argentinien  |              |
| Willie Smit          | 29. Dezember 1992  | Südafrika    |              |
| Riccardo Stacchiotti | 8. November 1991   | Italien      |              |
| Antonio Viola        | 21. September 1990 | Italien      |              |
| Genki Yamamoto       | 19. November 1991  | Japan        |              |
| Stagiaires           | Stagiaires         | Nationalität | Nationalität |
| Emanuele Sabatini    | Emanuele Sabatini  | Italien      |              |